# Ионик (стопа)
Ио́ник, или иони́ческая стопа́, (от греч. ’Ιωνικός — ионический) — стопа античной квантитативной метрики количеством в шесть мор, состоящая из двух долгих и двух кратких слогов.  Ионик бывает двух видов — восходящий, когда краткие слоги предшествуют длинным, и нисходящий, когда предшествуют долгие слоги. Согласно Гефестиону, ионик получил своё название потому, что использовался ионийцами.  В русской поэзии ионик не распространён.

## Примеры
Возможно, что ионик употреблялся главным образом в песнях, прославлявших Кибелу и Диониса. Примеры ионика встречаются у Алкмана, Сапфо, Алкея, Анакреонта и у древнегреческих драматургов: в «Персах» Эсхила и «Вакханках» Еврипида.